# Francisco Javier de Istúriz
Francisco Javier de Istúriz Montero (Cádiz, 31 de octubre de 1790-Madrid, 2 de abril de 1871) fue un político y diplomático español, presidente del Consejo de Ministros, de las Cortes Generales y del Congreso de los Diputados y del Senado en distintas ocasiones.

## Defensa del liberalismo
Nacido en la burguesía gaditana, participó activamente en la guerra de la Independencia. Fue un liberal exaltado que intervino en los preparativos del pronunciamiento de Antonio Quiroga y de Rafael del Riego para el restablecimiento del régimen constitucional de 1812. 
Durante el Trienio Liberal figuró en el grupo de los «exaltados» de las Cortes Generales, junto a Antonio Alcalá Galiano y Álvaro Flórez Estrada, debiéndose a su iniciativa el que las Cortes entrasen en el tema de la supresión de los mayorazgos. Fue presidente de las Cortes de Cádiz tras la invasión de los Cien Mil Hijos de San Luis (1823), votando la suspensión de Fernando VII en el ejercicio de su autoridad regia. Tras el triunfo de la reacción absolutista, se exilió en Inglaterra.

## Presidente
Retornó a España en 1833 y con Juan Álvarez Mendizábal presidió el Estamento de Procuradores en las Cortes Generales. Sin embargo, el exilio había moderado su actitud exaltada. En las Cortes de 1836 encabezó la minoría de oposición que censuró las reformas del gobierno, especialmente la desamortización y el cambio de los altos mandos del ejército, lo que le valió que la regente María Cristina de Borbón, viuda de Fernando VII, le confiara la Presidencia del Gobierno (15 de mayo de 1836). En sus tres meses en el cargo disolvió las Cortes procurando buscar una mayoría de apoyo que superase el Estatuto Real de 1834, pero el motín de La Granja de San Ildefonso forzó su destitución y la regente se vio obligada a rehabilitar la Constitución de 1812.
Marchó de nuevo al exilio en Inglaterra y retornó como diputado tras la promulgación de la Constitución de 1837. Fue presidente del Congreso de los Diputados en las Cortes ordinarias de 1838-1839 y de 1840.

## En las Cortes
Crítico con las posiciones que buscaban un texto constitucional con el solo aval de una formación política y aliado de María Cristina de Borbón durante el exilio de la regente en París, fue el ideólogo civil de la revuelta moderada contra Espartero en 1841 que terminó fracasando. Al término de la regencia de Baldomero Espartero, y en las Cortes de 1844-1845, hizo oposición desde el moderantismo al proyecto de gobierno de Ramón María Narváez de reformar la Constitución, argumentando sobre las consecuencias desestabilizadoras de las constituciones elaboradas por un solo partido político.

## Últimos cargos
Designado nuevamente presidente del Consejo de Ministros entre 1846 y 1847, ya en plena Década Moderada, bajo su mandato, se acordó el matrimonio de Isabel II con su primo Francisco de Asís, y se publicó una amnistía parcial que facilitó el que los progresistas retornasen al juego político. 
Fue posteriormente presidente del Senado en la legislatura de 1857-1858, y nuevamente presidente del Gobierno en 1858. Su caída en el mes de junio de este mismo año, propició el ascenso de Leopoldo O'Donnell y de la Unión Liberal al gobierno.
Hasta 1864, fecha en que se retiró de la política, continuó trabajando como ministro plenipotenciario en diversos países europeos.